# 天主教希貝尼克教區
天主教希貝尼克教區（拉丁語：Dioecesis Sebenicensis）是羅馬天主教以克羅地亞南部希貝尼克為中心的一個教區，屬斯普利特-馬卡爾斯卡總教區。成立於1298年5月1日。
2006年有教友103,046人，佔轄區總人口83.6%。教區下轄七十四個堂區，有八十七名司鐸。現任教區主教為安泰·伊瓦斯。